# Fromont (édition musicale)
Pour les articles homonymes, voir Fromont (homonymie).
Fromont est une maison française d'édition musicale active à Paris entre 1885 et 1922.

## Historique
La maison d'édition Fromont est fondée à Paris en 1885 par Eugène Fromont (Paris, 11 octobre 1852–Bourg-Argental, 9 février 1927). Sous l'enseigne « À la double croche », Fromont détenait un commerce d'« édition de musique, abonnement musical, pianos, vente et location, orgues Dewingle ».
E. Fromont commence à publier des romances, des musiques de danse (quadrilles, valses, polkas) et des arrangements pour piano.
À partir de 1891, la maison d'édition sert également de prête-nom à l'éditeur Georges Hartmann, qui n'avait plus le droit, après sa faillite et un accord passé avec Heugel, de diriger une maison d'édition. Fromont permet à Hartmann de poursuivre son activité, de façon sous-jacente bien que connue du milieu musical de l'époque, jusqu'à sa mort, en 1900,.
Hartmann, qui décide des choix éditoriaux, apporte ainsi à Fromont Werther de Jules Massenet et les œuvres composées par le jeune Claude Debussy, dont le Prélude à l'après-midi d'un Faune (1895), les Chansons de Bilitis (1899) et les Nocturnes (1900). Après la mort d'Hartmann, et avant que Debussy ne passe chez Durand, Fromont publie encore en 1901 Pour le piano et en 1902 la première édition de Pelléas et Mélisande,.
Fromont, grâce à Hartmann, récupère aussi la représentation exclusive pour la France des éditions Schott, à partir de 1892.
Le 24 décembre 1902, une partie du fonds de l'éditeur Girod est rachetée par E. Fromont, qui a épousé la petite-fille d'Étienne Girod.
En 1922, Eugène Fromont cesse son activité. L'éditeur vend son fonds, constitué d'environ 3 000 titres (dont de nombreux ouvrages pédagogiques et de la musique légère), à son employé Jean Jobert, le 28 avril 1922,.